# Динамо-Янтарь (волейбольный клуб)
«Динамо-Янтарь» — российский мужской волейбольный клуб из Калининграда, существовавший в 2006—2013 годах.

## История
Волейбольный клуб «Динамо-Янтарь» был образован в 2006 году по инициативе администрации Калининградской области и поддержке Всероссийской федерации волейбола. Вопреки спортивному принципу, в порядке исключения, «Динамо-Янтарь» сразу был допущен к участию в чемпионате России среди команд Суперлиги, заняв в элитном дивизионе место расформированного московского «Луча». Такое решение было принято благодаря солидной поддержке, которую новообразованный клуб получил от губернатора Георгия Бооса, замминистра здравоохранения области, известного в прошлом хоккеиста Ирека Гимаева и генерального спонсора в лице компании «Лукойл». Появление «Динамо-Янтаря» означало расширение географии большого волейбола, создание основы для развития этого вида спорта в самом западном регионе России. Немаловажным был и геополитический аспект — по словам Бооса, «с целью преодоления географической оторванности от страны мы стремимся активно выходить на большую всероссийскую арену во всех сферах».
Формированием команды занималось агентство «Волей Сервис». 6 января 2007 года в дебютном матче «Динамо-Янтаря» в Суперлиге против казанского «Динамо-Таттрансгаз» на площадку арены «Юность» в стартовом составе вышли опытные российские игроки — блокирующие Эдуард Сенин и Сергей Третьяков, доигровщик Игорь Карпов и либеро Валерий Комаров, диагональный Станислав Динейкин, а также два легионера — связующий сборной Польши Лукаш Жигадло и финский доигровщик Туомас Саммелвуо. По итогам короткого (всего 11 матчей) регулярного чемпионата «янтарные» под руководством Юрия Панченко заняли 7-е место и вышли в плей-офф, где в четвертьфинале проиграли одинцовской «Искре». Затем они выбили из борьбы за 5-е место «Локомотив-Белогорье», однако попасть в «зону еврокубков» всё же не смогли, уступив в серии екатеринбургским железнодорожникам.
Перед вторым сезоном состав калининградской команды претерпел значительные изменения. Контракты с клубом подписали связующий Константин Ушаков, доигровщики Александр Березин и Шон Руни, либеро Пётр Кобрин, диагональный Алексей Черемисин, а также действующие чемпионы страны из «Динамо»-ТТГ Григорий Афиногенов и Константин Сиденко. Безусловное усиление состава результата не принесло — «Динамо-Янтарь» со старта и до финиша чемпионата находилось в группе аутсайдеров. За 4 тура до конца первенства случилась смена главного тренера — вместо Юрия Панченко был приглашён его партнёр по «золотой» олимпийской сборной СССР 1980 года Вячеслав Зайцев, но вылета из Суперлиги всё равно избежать не удалось.
Межсезонье для команды вновь характеризуется значительными изменениями в составе, причём трансферная политика клуба направлена на скорейшее возвращение в элитный дивизион. Расставшись с Динейкиным, Руни, Саммелвуо и Ушаковым, «Динамо-Янтарь» приглашает заслуженного мастера спорта Романа Яковлева и великолепного французского связующего Лоика де Кергре. После серии поражений на старте сезона был уволен Вячеслав Зайцев, сменивший его на посту наставника команды Павел Борщ с итоговой задачей по возвращению в Суперлигу справился успешно.
Сезон-2009/10 «Динамо-Янтарь» провёл под руководством нового главного тренера — вместо ушедшего в столичное «Динамо» Павла Борща с командой стал работать Ярослав Антонов. Из прошлогоднего состава, завоевавшего право играть в Суперлиге, остались только Александр Кривец, Андрей Ткаченко и Денис Чаус. В команду были приглашены молодой талантливый связующий Лучано де Чекко из Аргентины и шведский диагональный Маркус Нильссон — самый результативный игрок волейбольного турнира Универсиады-2009. «Динамо-Янтарь» был хозяином «Финал восьми» Открытого Кубка России, где в первом матче проиграл «Зениту» и выбыл из дальнейшей борьбы. Зато до этого, в полуфинальном раунде, также проходившем в новом спорткомплексе «Янтарный», команда Ярослава Антонова смогла опередить более искушённых кубковых бойцов — столичное «Динамо» и «Локомотив-Белогорье». В чемпионате России команда заняла 10-е место.
1 декабря 2010 года игроки и тренеры команды направили письмо на имя президента Всероссийской федерации волейбола Станислава Шевченко, в котором рассказали о тяжёлой финансовой ситуации в клубе, многомесячных долгах по зарплатам игрокам и различных организационных проблемах. Главный тренер калининградской команды Ярослав Антонов выступил в прессе с критикой клубного руководства в лице гендиректора Бориса Степанова. По ходу сезона из команды ушли восемь игроков, включая так и не сыгравшего в чемпионате американского связующего Дональда Сужо, за которого не был уплачен международный трансфер, и самовольно покинувшего расположение клуба египтянина Ахмеда Салаха.
Борис Степанов, признавая непростое положение дел в клубе, в свою очередь обвинил Ярослава Антонова в «грубых нарушениях трудовой дисциплины»; 16 декабря 2010 года Антонов был отправлен в отставку. Исполняющим обязанности главного тренера «Динамо-Янтаря» назначен Игорь Гордеев, которого спустя непродолжительное время сменил Виталий Бирюков. В составе «Динамо-Янтаря» дебютировали молодые игроки из выступающей в Шенкер-лиге дочерней команды РГУ-«Янтарь», один из которых, связующий Чеслав Свентицкис, в апреле 2011 года стал бронзовым призёром юниорского чемпионата Европы в составе сборной России. По итогам чемпионата Суперлиги «янтарные» заняли последнее место.
В сезоне-2011/12 «Динамо-Янтарь» выступало в высшей лиге «А». С начала сезона команду тренировал Михаил Николаев, ранее работавший в тренерском штабе клуба МГТУ, с февраля 2012 года исполняющим обязанности главного тренера был наставник молодёжного состава Вадим Роганов. Как и в прошлом сезоне, на первый план вышли финансовые проблемы, не позволившие добиться приемлемого результата — по ходу чемпионата динамовцы выдали серию из 21 поражения подряд; во втором круге первенства, пережив очередной исход группы опытных игроков, завершили в свою пользу лишь один матч. Несмотря на то, что калининградский коллектив занял в первенстве последнее место, решением Исполкома Всероссийской федерации волейбола от 14 сентября 2012 года ему было дано право продолжить выступления в высшей лиге «А» и в следующем сезоне. Руководство «Динамо-Янтаря» смогло предоставить необходимые финансовые гарантии для участия в этом турнире.
Перед стартом сезона-2012/13 калининградский клуб почти полностью обновил состав, вернулся в команду опытный связующий Денис Игнатьев, в 2009—2011 годах являвшийся основным связующим и капитаном коллектива. Главным тренером команды снова стал Игорь Гордеев, но в конце сезона его полномочия перешли к гендиректору Борису Степанову. В чемпионате высшей лиги «А» динамовцы заняли предпоследнее место. Вскоре финансирование «Динамо-Янтаря» было полностью прекращено, к 1 июля 2013 года расторгнуты трудовые договоры с игроками и работниками клуба.

## Результаты выступлений

### Чемпионат России
| Сезон   | Лига                 | Место | И  | В  | П  | С/П    | Главный тренер                                  |
| ------- | -------------------- | ----- | -- | -- | -- | ------ | ----------------------------------------------- |
| 2006/07 | Суперлига (I)        | 6-е   | 22 | 10 | 12 | 39:46  | Юрий Панченко                                   |
| 2007/08 | Суперлига (I)        | 11-е  | 22 | 6  | 16 | 32:50  | Юрий Панченко, Вячеслав Зайцев                  |
| 2008/09 | Высшая лига «А» (II) | 2-е   | 48 | 39 | 9  | 125:56 | Вячеслав Зайцев, Павел Борщ                     |
| 2009/10 | Суперлига (I)        | 10-е  | 34 | 13 | 21 | 55:71  | Ярослав Антонов                                 |
| 2010/11 | Суперлига (I)        | 12-е  | 34 | 2  | 32 | 21:99  | Ярослав Антонов, Игорь Гордеев, Виталий Бирюков |
| 2011/12 | Высшая лига «А» (II) | 12-е  | 44 | 7  | 37 | 44:118 | Михаил Николаев, Вадим Роганов                  |
| 2012/13 | Высшая лига «А» (II) | 11-е  | 44 | 8  | 36 | 54:116 | Игорь Гордеев, Борис Степанов                   |

### Кубок России
| Сезон | Место                      | И  | В  | П | С/П   | Главный тренер  |
| ----- | -------------------------- | -- | -- | - | ----- | --------------- |
| 2007  | 2-е в полуфинальной группе | 15 | 9  | 6 | 33:23 | Юрий Панченко   |
| 2008  | 2-е в полуфинальной группе | 17 | 12 | 5 | 32:25 | Вячеслав Зайцев |
| 2009  | 1/4 финала                 | 13 | 8  | 5 | 26:21 | Ярослав Антонов |
| 2010  | 5-е в зональном турнире    | 10 | 4  | 6 | 15:21 | Ярослав Антонов |

## Достижения
- 6-е место в чемпионате России — 2006/07.
- Четвертьфиналист Открытого Кубка России — 2009.

## Арена
Спорткомплекс «Янтарный», вмещающий 7000 зрителей, открыт в 2009 году. С 2010 года «Янтарный» регулярно принимал матчи мужской сборной России в рамках Мировой лиги, в ноябре 2011 года здесь проводились встречи европейского квалификационного турнира Олимпийских игр, а с 2014 года — матчи Гран-при с участием женской сборной России.

## Пляжный волейбол
Деятельность волейбольного клуба «Динамо-Янтарь» не ограничивалась только содержанием одноимённой команды. Руководство клуба проводило активную работу по развитию инфраструктуры не только в «классическом» волейболе, но и в пляжном. В 2008 году в посёлке Янтарный впервые прошёл этап чемпионата России по пляжному волейболу, а уже в 2009 году здесь состоялись международные соревнования — чемпионат Европы для спортсменов не старше 23 лет.
За «Динамо-Янтарь» выступали призёры чемпионатов России и участники Мирового тура FIVB Евгений Ромашкин, Павел Карпухин, Сергей Прокопьев, Юрий Богатов, а также Александр Лихолетов, Александр Самошкин, Антон Сафонов, Лев Прийма, Ксения Петрова, Виктория Бирюкова.